# Liste des saints du Carmel
Pour les articles homonymes, voir Carmel.
Cette liste correspond aux noms des saints et des bienheureux de l'Église catholique qui ont fait partie de l'ordre du Carmel (dans ses différentes branches). Les personnes en cours de béatification (déjà déclarées vénérable ou non), ont également été intégrées.

## Les précurseurs
Ces précurseurs sont des saints pré-chrétiens ayant inspiré les premiers ermites anachorètes venus s'installer sur le Mont Carmel (voir Origine et développement au Moyen Âge), ou de grandes figures du Christianisme (Marie, Joseph) ayant servi de modèle spirituel.
- Élie (Xe siècle av. J.-C. - XIe siècle av. J.-C., prophète d'Israël). Son ministère a lieu dans le royaume d'Israël après la mort de Salomon. Il vit en ermite dans une grotte, combat les prêtres de Baal sur le Mont Carmel. Après une marche dans le désert, il rencontre Dieu sur l'Oreb dans un "fin silence"[1]. Pour suivre son exemple de cheminement spirituel, les premiers ermites vont s'installer sur les pentes du Carmel au XIIe siècle[2]. Élie est considéré comme le père et le protecteur de l'ordre du Carmel.
- Élisée (Xe siècle av. J.-C., prophète d'Israël). Disciple d’Élie, il reçoit le manteau de son maitre, demande et obtient la double part de son esprit. Il accomplit de nombreux miracles, et vit un temps en ermite dans une grotte du Mont Carmel. Après Élie, Élisée est le second père fondateur de l'ordre du Carmel.
- La Vierge Marie (Ier siècle, mère du Christ). Les premiers ermites du Mont Carmel se mettent sous sa protection. Par la suite, la remise du scapulaire à Simon Stock et sa généralisation dans l'ordre renforce cette notion de Marie protectrice du Carmel. L'ordre du Carmel est aussi appelé Ordre de la Bienheureuse Marie, Mère de Dieu, Notre-Dame du Mont Carmel. Marie est surtout un modèle spirituel pour les carmes : modèle de foi, de vie de prière et d'intercession pour le monde.
- Saint Joseph (Ier siècle, père adoptif du Christ). Thérèse d'Avila, dans sa réforme du Carmel au XVIe siècle place son premier monastère réformé, Saint Joseph d'Avila, sous la protection direct de Saint Joseph. Il en est de même pour de nombreux autres. Saint Joseph est aussi considéré comme modèle spirituel et maitre de l'oraison[3].

## Les Docteurs de l'Église
Sainte Thérèse d'Avila, saint Jean de la Croix et sainte Thérèse de l'Enfant-Jésus, tous trois Docteurs de l'Église, sont souvent considérés aujourd'hui comme les trois maîtres du Carmel.

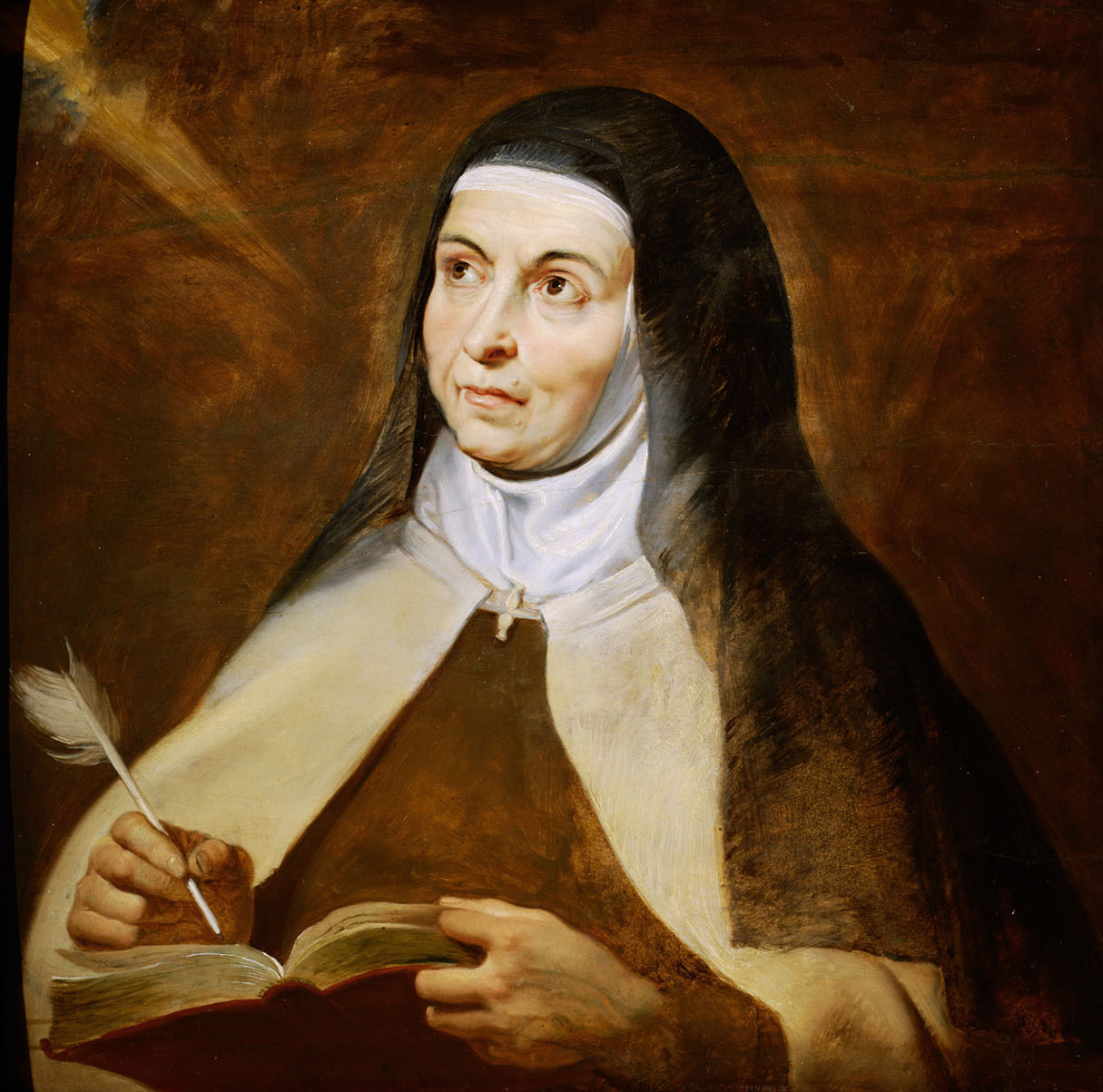
Thérèse d'Ávila par Rubens
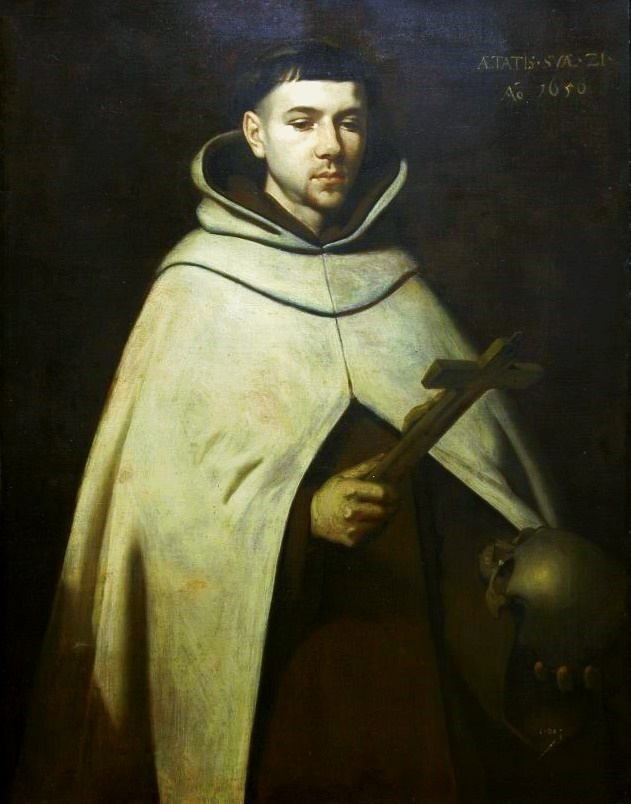
Jean de la Croix
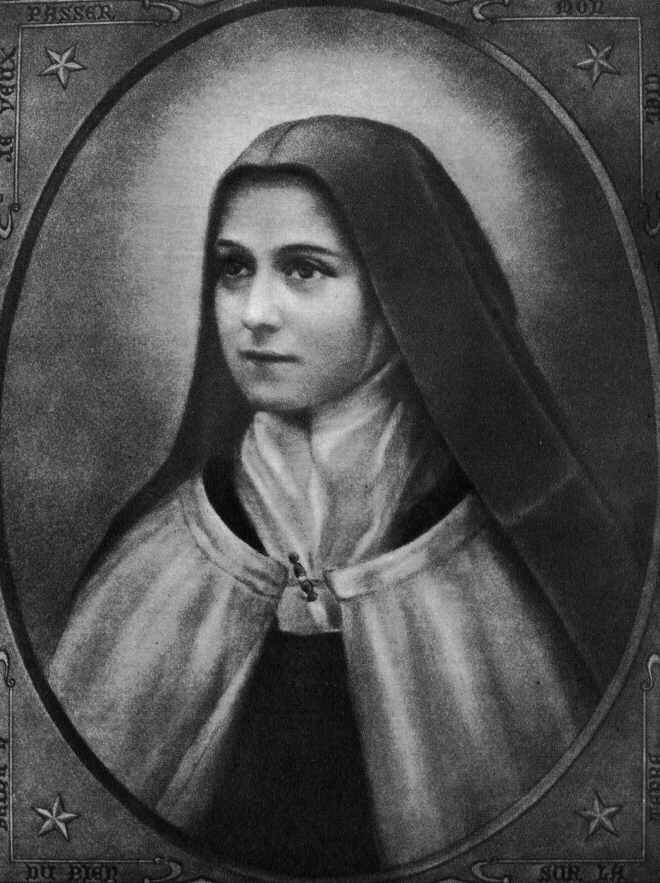
Thérèse de Lisieux

## Carmes

### Saints
- Berthold (1155-1188, ermite et prieur de l'ordre). Fondateur de l'ordre.
- Ange de Jérusalem ou Saint Ange (1185-1220, prêtre, martyr). Né à Jérusalem, ermite sur le Mont Carmel, part prêcher en Sicile et y meurt martyr.
- Brocard (????-1231, supérieur général). Obtient d'Albert de Jérusalem la règle du Carmel
- Simon Stock (1164-1265, supérieur général). Défenseur de l'ordre lors de son retour en Europe.
- Albert de Trapani ou Albert de Messine (1250-1306, prêtre et religieux)
- Pierre Thomas (1305-1366, évêque et religieux). Patriarche Latin de Constantinople.
- André Corsini (1302-1374, évêque, religieux). Vénéré de son vivant, considéré comme saint à sa mort, son culte se répand bien avant sa canonisation officielle en 1629.
- Nuno Álvares Pereira ou Saint Connétable (1360-1431, religieux). Connétable portugais entré au Carmel à la fin de sa vie.
- Jean de la Croix ou Juan de Yepes Álvarez (1542-1591, grand mystique, réformateur du carmel et docteur de l'église). Réformateur de la branche masculine du Carmel, canonisé en 1726 et fait docteur de l'Église en 1926.
- Kuriakose Elie de la Sainte Famille ou Cyriaque Elias Chavara (1805-1871, prêtre, religieux et fondateur). Prêtre catholique de rite syro-malabar, il est le fondateur de deux congrégations religieuses : les Carmes de Marie-Immaculée et la Congrégation de la Mère du Carmel (Carmélites).
- Raphaël de Saint-Joseph ou Raphaël Kalinowski (1835-1907, prêtre et religieux). Ingénieur militaire, déporté en Sibérie, restaurateur du Carmel en Pologne.
- Titus Brandsma (1881-1942, prêtre, religieux et martyr). Prêtre, journaliste, professeur, recteur de l'Université catholique de Nimègue, opposant au nazisme et mort martyr à Dachau en 1942. Béatifié en 1985.

### Bienheureux
- Franco Lippi (†1291, moine). Ermite puis frère convers à Sienne.
- Angelo di Agostino Mazzinghi (1385-1438, prêtre et religieux). Carme à Florence.
- Jean Soreth (1395-1471, religieux). Supérieur général et réformateur du Carmel.
- Aloysius Rabatà (1443-1490, prêtre et religieux). Carme en Sicile. Supérieur du couvent de Randazzo.
- Bartolomé Fanti (1428-1495, prêtre et religieux). Participe à la réforme du carmel menée par Jean Soreth.
- Giacomino di Canepaci (1438-1508). Frère convers au couvent de Verceuil[4].
- Baptiste Spagnoli ou Baptiste de Mantoue (1447-1516, prêtre et religieux). Poète, humaniste, grand écrivain, réformateur de l'Église. Général de l'ordre.
- Denis de la Nativité ou Pierre Berthelot (1600-1638, prêtre, religieux et martyre). Marin français au service du Roi du Portugal, martyr à Sumatra.
- Redempt de la Croix ou Thomas Rodrigues de Cusna (1598-1638, religieux et martyr)
- Angiolo Paoli (1642-1720, prêtre et religieux). S'occupe des malades et des pauvres, fonde un hospice pour les pauvres.
- Les martyrs de la Révolution française sur les pontons de Rochefort :
  - Jacques Retouret (1746-1794, prêtre, religieux, martyr). Sous-prieur de son couvent, prêcheur itinérant.
  - Michel-Louis Brulard (1748-1794, prêtre, religieux et martyr).
  - père Léonard ou Jean-Baptiste Duverneuil (+1794, prêtre, religieux et martyr).
  - père Hubert de Saint-Claude ou Jacques Gagnot (1753-1794, prêtre, religieux et martyr).
- François de Jésus-Marie-Joseph ou François Palau y Quer (1811-1872, prêtre, religieux et fondateur). Écrivain, journaliste, ermite et fondateur des Carmélites missionnaires et des Carmélites missionnaires thérèsiennes.
- Les martyrs Carmes de la Guerre d'Espagne : 85 carmes ont été béatifiés avec de nombreux autres prêtres et religieux par Benoît XVI, puis par le pape François. Dont :
  - Lucas de San Jose ou José Tristany Pujol (1874-1936, prêtre et martyr). Fait partie des martyrs de la guerre d'Espagne, béatifiés par Benoît XVI (avec de nombreux autres carmes martyrs durant la guerre).
- Alphonse-Marie du Saint-Esprit ou Joseph Mazurek (1891-1944, prêtre, religieux et martyr). Prieur du couvent de Czerna (Pologne), fusillé par les Allemands.
- Marie-Eugène de l'Enfant-Jésus ou Henri Grialou (1864-1967, prêtre, religieux, fondateur de l'Institut Notre-Dame de Vie). Entre autres, le Père Marie-Eugène est l'auteur de la synthèse de le spiritualité carmélitaine : Je veux voir Dieu. Ce livre, synthèse commentée de plusieurs œuvres carmélitaines majeures, a comme but d’éclairer et de nourrir l’expérience chrétienne sous son double aspect de prière et d'action.

### Vénérables
- François de l'Enfant-Jésus (1544-1604). Il consacre l'essentiel de sa vie à des œuvres de charité et lutter contre la prostitution. Il entre au carmel comme frère convers.
- Jean de Saint-Samson ou Jean du Moulin (1571-1636, religieux). Appelé le saint Jean de la Croix français, grand-carme aveugle, réformateur de l'ordre, écrivain mystique.
- Jean Dominique Lucchesi (1652-1714, religieux).
- Jérôme de Jésus Marie Joseph (1683-1758, religieux). Longtemps ermite, il entre au Carmel à 58 ans. Il s'occupe de l'ermitage Santa Maria Scala del Paradisio dont il diffuse la dévotion.
- Antoine de Jésus ou Antoine Auguste Intreccialagli (1852-1924, évêque).
- Balbin du Carmel ou Ildefonso Sánchez Mayorga (1865-1934).
- Benigno de Sainte Thérèse de l'Enfant-Jésus ou Angelo Calvi (1909-1937).
- Jean Vincent de Jésus Marie ou Juan Vicente Zengotita Bengoa (1862-1943). Missionnaire en Inde.
- Aurélien du Saint-Sacrement ou Pedro Landeta y Azcueta (1887-1963, religieux). Missionnaire en Inde.

### Serviteurs de Dieu et autres Carmes remarquables
- Antoine de Heredia ou Antoine de Jésus (1510-1601). Premier compagnon de Jean de la Croix dans le couvent de Duruelo.
- Francisco de Jesús ou Francisco Ruiz Mejía (1529-1601).
- Jérôme Gratien (1545-1614, prêtre et religieux). Il soutient et assiste Thérèse d'Avila dans sa réforme du Carmel. Premier provincial de l'ordre des carmes déchaux, il est chassé des carmes déchaux (par son successeur), et entre chez les Grands Carmes (où il finit sa vie).
- Juan de Jesús María ou Juan de San Pedro y Ustarroz (1564-1615).
- Miguel de la Fuente (1574-1626). Mystique, fondateur de communauté du Tiers-Ordre, il œuvre à l'expansion des communautés laïcs.
- Alexandre de Saint François ou Lelio Ubaldini (1584-1630)
- Dominique de Jésus-Marie ou Dominique Ruzola (1559-1630)
- Giovanni Antonio Guadagni (1674-1759, évêque). Nommé cardinal, il assure de multiples fonctions dans la curie romaine.
- Laurent de la Résurrection (1614-1691). Frère convert, mystique, est l'auteur d'un recueil de lettres et d'entretiens présentant ses expériences spirituelles centrées sur la pratique de la présence de Dieu.
- Isidoro de la Natividad di María ou Santiago Antonio Sciuti (1696-1769).
- Ambroise ou Luis Sireude (1735,1794).
- Firmin de la nativité ou Firmin Vigneron (1757,1794).
- Pierre Joseph Charlez (1735-1794).
- Jean-Pierre Foly (1761-1794).
- José María del Monte Carmelo ou José Francisco de Acevedo y Polo (1763-1837).
- Augustin-Marie du Saint-Sacrement ou Hermann Cohen (1820-1871, prêtre). Pianiste et compositeur de musique profane et religieuse. Issu d'une famille juive, il se convertit au catholicisme en 1847 et entre dans l'ordre des Carmes déchaux. Il est généralement connu sous le nom de « Père Hermann ».
- Atanasio del Sagrado Corazón de Jesús ou Gregorio María Aguinagalde Aguirreche (1870-1936). martyr.
- Ruperto de la Cruz ou Ruperto Andueza Larraya. (1897-1936)[5].
- François de Saint Joseph ou Jorge Powiertowsky. (1917-1944).
- Raffaele Carlo Rossi (1876-1948, évêque). Nommé Cardinal en 1930.
- Père Jacques de Jésus ou Lucien Louis Bunel (1900-1945, prêtre, religieux et martyr). Prêtre, professeur de Lettres, surveillant, fondateur du Petit Collège d'Avon, déporté à Gusen, reconnu Juste entre les nations à Yad Vashem.
- Gerardo de San Esteban ou Rey Tomás Stantić (1876-1956).
- Zacarías de Santa Teresa ou Zacarías Salterain Vizcarra (1887-1957).
- José Agustín del Sagrado Corazón ou José Alberdi Aguirre (1879,1962).
- Marcel de la Vierge du Carmel ou Baltasar Márton (1887-1966).
- Anselm de saint André Corsini (1884-1969). Prieur général de l'ordre, fondateur de la Congrégation des Sœurs carmélite de l'enfant Jésus.
- Rufino de la Virgen del Carmen ou Rufino Zazpe Zabalza (1891-1977).
- Joaquín de la Reina de la Paz (1890-1985) ou León Ramognino.
- Inmaculado José de Jesús ou Aldo Brienza (1923-1989).
- Salvador del Inmaculado Corazón de María ou Salvador Rivera García  (1934-1997).
- Anastasio du Saint rosaire (1913-1998, évêque). Prieur général de l'ordre, nommé évêque puis cardinal.
- Rodolfo de la Transverberación ou Estanislao Warzecha (1919-1999).
- Anders Arborelius (1949-, évêque). Crée cardinal en 2017 par le pape François.
- Thierry de l'Enfant-Jésus et de la Passion ou Jean-Thierry Ebogo (1982-2006).
- Pablo Maria de la Cruz ou Pablo Alonso Hidalgo (2002-2023).

## Carmélites

### Saintes
- Thérèse de Jésus ou Teresa de Cepeda y Ahumada (plus communément Thérèse d'Ávila) (1515-1582, mystique, réformatrice des carmélites et docteur de l'église). Elle fonde l'ordre des carmes déchaux. Canonisée en 1522 et déclarée Docteur de l'Église en 1970.
- Marie-Madeleine de Pazzi, ou Catherine de Pazzi (1566-1607, religieuse). Grande mystique, dont la spiritualité et les écrits ont profondément influencés la société de Florence du XVIIe siècle.
- Thérèse-Marguerite du Sacré Cœur de Jésus ou Anna Maria Redi (1747-1770, religieuse). Elle entre au carmel de Florence en 1764. Grande contemplative, elle meurt de la gangrène, mais son corps reste in-corrompu et toujours exposé dans son monastère.
- Les carmélites de Compiègne (+1794) sont les 16 religieuses carmélites condamnées à mort le 17 juillet 1794 par le Tribunal révolutionnaire pour motif de "fanatisme et de sédition". Elles avaient, deux ans auparavant fait le vœu de donner leur vie pour "apaiser la colère de Dieu et (pour) que cette divine paix que son cher Fils était venu apporter au monde fût rendue à l'Église et à l'État". La Terreur prend fin 11 jours plus tard. Elles ont été béatifiées en 1906 et canonisées en 2024. Leur histoire a inspiré le titre de la pièce de Georges Bernanos, l'opéra de Francis Poulenc et le film de Philippe Agostini et du père Raymond Léopold Bruckberger, "Dialogues des Carmélites"
  - Sœur Constance de Jésus - Marie-Geneviève Meunier, (29 ans), novice née le 28 mai 1765 à Saint-Denis
  - Sœur Saint Louis - Marie-Anne-Françoise Brideau, sous-prieure (42 ans) née le 7 décembre 1751, à Belfort
  - Sœur Euphrasie de l’Immaculée Conception - Marie Claude Cyprienne Brard, choriste, (58 ans) née le 12 mai 1736 à Bourth (Eure)
  - Sœur Julie-Louise de Jésus - Rose Chrétien de Neuville, choriste, (53 ans) née le 30 décembre 1741, Évreux (Eure)
  - Sœur Sainte Marthe - Marie Dufour, converse (51 ans) née le 2 octobre 1741 à Bannes (Sarthe)
  - Sœur de Jésus Crucifié - Marie-Anne Piedcourt, choriste jubilaire (78 ans) née le 9 décembre 1715, Paris, Saints-Innocents
  - Sœur Marie du Saint Esprit - Angélique Roussel, (52 ans), sœur converse, née le 3 août 1742 à Fresne-Mazancourt (Somme)
  - Sœur Saint François-Xavier - Juliette Verolot, (33 ans), sœur converse née le 13 janvier 1764 à Lignières (Aube)
  - Sœur Thérèse de Saint Ignace - Marie-Gabrielle Trézel, choriste (51 ans) née le 4 avril 1743 à Compiègne, Saint-Jacques
  - Sœur Charlotte de la Résurrection - Anne-Marie-Madeleine-Françoise Thouret, choriste jubilaire, (78 ans) née le 16 septembre 1715 à Mouy (Oise)
  - Sœur Thérèse du Cœur de Marie - Marie-Anne Hanisset, choriste, (52 ans) née le 18 janvier 1742 à Reims
  - Sœur Catherine - Catherine Soiron, (52 ans), tourière, née le 2 février 1742 à Compiègne, Saint-Jacques
  - Sœur Thérèse - Marie-Thérèse Soiron, 49 ans, tourière, née le 23 janvier 1748 à Compiègne, Saint-Jacques
  - Mère Henriette de Jésus - Marie Françoise Gabrielle Lesieurre de Croissy, maîtresse des novices, (49 ans) née le 18 juin 1745 à Paris, Saint-Roch
  - Sœur Marie-Henriette de la Providence - Marie-Anne Pelras, choriste, (30 ans) née le 16 juin 1760 à Cajarc (Lot)
  - Mère Thérèse de Saint-Augustin - Marie-Madeleine-Claudine Lidoine, prieure (41 ans) né le 22 septembre 1752 à Paris, Saint-Sulpice
- Joaquina Vedruna ou Sœur Joaquina du Père Saint François (1783-1854, religieuse et fondatrice). Mariée, mère de 9 enfants (dont 4 deviennent religieuses), elle fonde l'ordre des Carmélites de la Charité associé au Carmel.
- Marie de Jésus Crucifié ou Mariam Baouardi (1846-1878, religieuse). Grande mystique, elle participe à la fondation d'un Carmel en Inde, et du Carmel de Bethléem). Elle est canonisée en 2015.
- Thérèse de l'Enfant-Jésus et de la Sainte Face ou Marie-Françoise Thérèse Martin (plus communément Thérèse de Lisieux) (1873-1897, religieuse, docteur de l'église, mystique). Canonisée en 1925 et déclarée Docteur de l'Église en 1997.
- Élisabeth de la Trinité ou Élisabeth Catez (1880-1906, religieuse). Mystique, ses écrits spirituels ont été publiés à un grand nombre d'exemplaires et ont eu très vite un grand impact dans l'église.
- Thérèse de Jésus ou Juanita Fernandez Solar connue comme Thérèse des Andes (1900-1920, religieuse). Entrée au carmel de Los Andes en 1919, elle y meurt l'année d'après. Elle est canonisée en 1993.
- Thérèse-Bénédicte de la Croix ou Edith Stein, (1891 à 1942, religieuse et martyre). Philosophe d'origine juive, entrée au Carmel de Cologne en 1933, déportée à Auschwitz), canonisée en 1998.
- Euphrasie du Sacré-Cœur de Jésus (1877-1952, religieuse), grande mystique, membre de la Congrégation de la Mère du Carmel, fondée par Kuriakose Elias Chavara.
- Maravillas de Jesús ou María Maravillas Pidal y Chico de Guzman (1891-1974, religieuse). Grande Mystique, elle mène durant sa vie de nombreuses actions en faveur des pauvres. Elle fonde dix Carmels en Espagne et en Inde.

### Bienheureuses
- Françoise d'Amboise (1427-1485, religieuse). Duchesse de Bretagne, fondatrice d'un couvent de Carmélite.
- Jeanne Scopelli (1439-1491, religieuse). Fondatrice du premier couvent de carmélites en Italie.
- Arcangela Girlani (1460-1494, mystique). Fondatrice du couvent de Mantoue.
- Marie de l'Incarnation ou Barbe Jeanne Avrillot (1566-1618, religieuse). Animatrice d'un cercle religieux, elle introduit en France l'ordre des Carmes déchaux. Grande mystique, elle est la première stigmatisée française officiellement reconnue.
- Anne de Saint-Barthélemy ou Ana García Manzanas (1549-1626, religieuse), secrétaire de Thérèse d'Ávila puis prieure de Pontoise et de Tours, elle fonda ensuite le Carmel d'Anvers
- Anne de Jésus ou Ana de Lobera Torres, (1545-1621, religieuse). Mystique, écrivaine, amie de Thérèse d'Avila et de Jean de la Croix, elle fonde plusieurs Carmels en Espagne, en France et en Belgique.
- Marie de Jésus ou Maria Lopez de Rivas, (1560-1640, religieuse), entrée au Carmel de Tolède en 1577, maîtresse des novices puis prieur de Tolède. Grande mystique, considérée comme sainte de son vivant par Thérèse d'Ávila et le père Jérôme Gratien. À la demande de Thérèse, elle révise ses écrits.
- Marie des Anges ou Maria Anna Fontanella (1661-1717, religieuse). Elle entre au carmel de Turin en 1675. Grande mystique, elle prie et soutient la population lors des sièges de la ville de Turin. Elle fonde le carmel de Moncalieri.
- Marie Thérèse de Jésus (Scrilli) (1825-1889, fondatrice). Fondatrice de la congrégation des  Sœurs de Notre Dame du Mont Carmel.
- Thérèse-Marie de la Croix ou Thérèse-Adélaïde Manetti (1846-1910 religieuse et fondatrice). En 1874, elle fonde à Florence la Congrégation des Sœurs Carmélites de Sainte Thérèse.
- Jeanne-Marie Condesa Lluch (1862-1916). Fondatrice des Servantes de Marie Immaculée.
- Sœur Élie de Saint Clément (1901-1927). Carmélite née à Bari, très proche spirituellement de Thérèse de Lisieux.
- Les carmélites martyres durant la Guerre d'Espagne : elles sont 35 à avoir été béatifiées en même temps que de nombreux autres carmes et religieux d'autres ordres[6]. Parmi ces carmélites nous avons :
  - Carmélites martyres de Guadalajara (+1936). Les trois carmélites de Guadalajara meurent assassinées par la milice républicaine lors de la guerre civile espagnole.
    - Marie Pilar de Saint François Borgia ou Jacqueline Martinez-Garcia (1877-1936, religieuse et martyre).
    - Marie Ange de Saint Joseph ou Martienne Valtierra-Tordesillas (1905-1936, religieuse et martyre)
    - Thérèse de l'Enfant Jésus et de Saint Jean-de-la-Croix ou Eusébia Garcia-Garcia (1909-1936, religieuse et martyre).

  - Maria Mercedes du Cœur de Jésus ou Marie Mercedes Prat (1880-1936, religieuse et martyre). Entrée dans la Congrégation de Sainte Thérèse de Jésus comme éducatrice en 1904, elle est arrêtée et exécutée au motif qu'elle est religieuse.
  - Maria Sagrario de Saint Louis de Gonzague ou Elivra Moragas Cantarero (1891-1936, religieuse et martyre). Diplômée pharmacienne en 1905, elle entre au Carmel de Madrid en 1915. Prieur, puis Maîtresse des novices, elle est Prieur lors de la guerre civile espagnole, et est fusillée par les Républicains espagnols.
  - Apolonia du Saint-Sacrement ou Apolonia Lizárraga Ochoa de Zabalegui (1867-1936, supérieure de la congrégation des Carmélites de la Charité). Elle est torturée et mise à mort à Barcelonne.
  - Les Carmélites missionnaires[7] :
    - Espérance de la Croix ou Teresa Subirá Sanjaume († 31 juillet 1936 à Barcelone).
    - Refuge de Saint Ange ou María Roqueta Serra († 31 juillet 1936 à Barcelone).
    - Danièle de st Barnabé ou Vicenta Achurra Gogenola († 31 juillet 1936 à Barcelone).
    - Gabrielle de st Jean de la Croix ou Francisca Pons Sardá († 31 juillet 1936 à Barcelone).
- Marie-Thérèse de Saint Joseph ou Anna Maria Tauscher van den Bosch (1855-1938, religieuse et fondatrice), est la fondatrice de la congrégation des Carmélites du Divin Cœur de Jésus.
- Candelaria de San José ou Susana Paz-Castillo Ramírez (1863-1940, religieuse et fondatrice) est la fondatrice de la congrégation des Petites sœurs des pauvres d'Altagracia de Orituco.
- Marie-Joséphine de Jésus crucifié ou Joséphine Catanea (1894-1948, religieuse). Carmélite italienne dans le couvent de Naples. Considérée comme sainte de son vivant.
- Maria Candida dell’Eucaristia ou Maria Barba (1884-1949, religieuse). Mystique, entrée au Carmel de Raguse à 34 ans, elle laisse des écrits sur l'Eucharistie.
- Maria Crocifissa Curcio ou Rosa Curcio (1877-1957, religieuse, fondatrice). Fondatrice de la Congrégation des Carmélites missionnaires de Sainte Thérèse de l’Enfant-Jésus.
- Maria Felicia de Jésus Sacrement  ou Maria Felicia Guggiari Echevarría  (1925-1959, religieuse).

### Vénérables
- Anne de Saint Augustin ou Ana de Pedruja (1555,1624).
- Madeleine de Saint-Joseph ou Madeleine du Bois de Fontaines, (1578-1637).
- Marguerite du Saint-Sacrement ou Marguerite Parigot (1619-1648).
- Clara María de la Pasión ou Juana Colonna, (1610-1675).
- Séraphine de Dieu ou Prudenza Pisa, (1621-1699, fondatrice). Mystique, écrivaine, fondatrice de plusieurs couvents de carmélites déchaussées dans le sud de l'Italie.
- Maria Antonia de Jésus ou María Antonia Pereira y Andrade (1700-1760, fondatrice), écrivaine de langue galicienne et grande mystique. Fondatrice du premier couvent de carmélites déchaussées de Galice.
- Mère Thérèse de Saint-Augustin ou Louise-Marie de France, (1737-1787, religieuse). La plus jeune des enfants de Louis XV et de Marie Leszczyńska. Elle entre au Carmel en 1770. Maitresse des novices, puis économe, elle fut élue prieur à trois reprises. Décédée en 1787, elle est déclarée vénérable en 1873.
- Paula de San Luis Gonzaga ou Paula Delpuig (1811-1889).
- Thérèse de saint Joseph ou Thérèse Toda y Juncosa (1826-1898, fondatrice). Épouse, puis fondatrice avec sa fille des carmélites Thérèsiennes de saint Joseph.
- Camila de San José ou Camila Rolón (1842-1913). Fondatrice des Sœurs pauvre de Saint Joseph.
- Marie Véronique de la passion (1823-1906, religieuse, fondatrice). Fondatrice de convent en Inde et en Palestine.
- Thérèse du Cœur-Immaculé de Marie ou Teresa Guasch i Toda (1848-1917). Cofondatrice des Carmélites Thérèsiennes de saint Joseph.
- Leonor de Saint Louis ou Leonor Maturana (1884-1931).
- María Luisa Josefa du Saint-Sacrement (1866-1937, religieuse, fondatrice). Fondatrice de la congrégation des Sœurs Carmélites du Sacré-Cœur et des Sœurs Carmélites du Sacré-Cœur de Los Angeles.
- Teresa del Niño Jesús de Praga ou Teresa Mira García (1895-1941).
- Maria Teresa de Saint-Joseph ou Teresa Janina Kierocinska ou Mère de Zaglebie (1885-1946, religieuse, fondatrice). Fondatrice de la congrégation de Sœurs Carmélites de l'Enfant-Jésus.
- Marie des Anges ou Giuseppa Operti (1871-1949, religieuse, fondatrice). Fondatrice des Soeurs Carmélites de Sainte Thérèse (de Turin).
- Marie Thérèse de Jésus ou María Teresa González-Quevedo y Cadarso (1930-1950, religieuse).
- Rose de Notre-Dame du Carmel ou Rosa Ojeda i Creus (1872-1954, religieuse, fondatrice). Fondatrice des carmélites de saint Joseph.
- Marie du Mont Carmel de la Sainte Trinité ou Carmen Caterina Bieno (1898-1966, religieuse). Carmélite brésilienne[8].
- Lúcia de Jesus dos Santos ou Marie Lucie de Jésus et du Cœur Immaculé (1907-2005, religieuse). Avec ses cousins Jacinta Marto et Francisco Marto, elle a été témoin de l'apparition de Notre-Dame de Fátima. Par la suite, elle entre au carmel de à Coimbra au Portugal).
- Thérèse Marguerite du Cœur de Marie ou Maria Luisa Resende Marques (1915-2005, religieuse, fondatrice). Carmélite brésilienne.

### Serviteurs de Dieu et carmélites remarquables
- Catherine du Christ ou Catalina de Balmaseda y San Martín- (1544-1594). Compagne de Thérèse d'Avila, fondatrice de deux couvents à Pampelune et Barcelone.
- Marie de Saint-Joseph ou María de Salazar Torres, (1548-1603, religieuse). Religieuse préférée de sainte Thérèse d'Avila. Elle est prieure du carmel de Séville puis de Lisbonne.
- Isabelle de Saint Dominique ou Isabel Ortega (1536-1623).
- Gillette de Saint-François (1600-1647).
- Thérèse de Jésus ou Mariana Marchocka (1603-1652).
- María Electa de Jesús ou Catalina Tramazzoli (1605-1663).
- María Francisca del Espíritu Santo ou Leonor d’Este (1643-1722).
- Josefa de Jesús ou María Ana Lindmayr (1657,1726).
- Madelaine de la Croix ou Anne Vial (1732-1794).
- María Teresa de la Santísima Trinidad ou María Teresa Aycinena Piñol (1784-1841).
- Marie de Saint-Pierre et de la Sainte Famille ou Perrine Éluère, (1816-1848, religieuse), mystique du couvent de Tours, connue pour avoir initiée la dévotion à la Sainte Face de Jésus.
- Camille de Soyécourt ou Thérèse Camille de l'Enfant-Jésus (1757-1849). Restauratrice du Carmel en France (après la révolution).
- Marie-Aimée de Jésus ou Dorothée Quoniam  (1839-1874). Auteur d'ouvrages de spiritualité.
- María Adelaida de Santa Teresa ou Juana Adelaida O’Sullivan (1817-1893).
- Anne de Sainte Sabine ou Ana Soler (1835,1896).
- Teresa de San José ou Teresa Toda i Juncosa (1826-1898). Fondatrice des Carmélites Thérésiennes de Saint-Joseph.
- Elisa de la Bienaventurada Virgen María ou Elisa Vakayil (1831-1913). Cofondatrice des Carmélites Thérésiennes.
- Claire Marie de Jésus ou Clara del Carmen Quirós López viuda de Alvarado (1857-1928). Cofondatrice des Carmélites de Saint-Joseph.
- Salvadora de los Santos Reyes ou Salvadora Marí García (1876-1936).
- Trinidad Peneli Ferreres ou Francisca Peneli Ferreres (1866-1936).
- Thérèse de Jésus ou Teresa Gimma (1880-1948).
- María de los Angeles ou Josefina Operti (1871-1949).
- María José de Jesús ou Honorina de Abreu (1892-1959).
- Pura Rosa del Carmen ou Secundina Guadalupe Olmos Campo (1896-1965).
- María del Carmen de la Santísima Trinidad ou Carmen Catalina Bueno (1898-1966)[9].
- Colomba de Jesús Hostia ou Ana Mezzacapo (1914-1969).
- María Cristina de Jesús Sacramentado ou Cristina de los Reyes y Olivares (1890-1980).
- María Teresa de Jesús ou Ligia Arango Siegert (1915-1984).
- María Isabel del Amor Misericordioso ou María Isabel Zapata de Calatayud Benavent (1907-1987).
- María Inmaculada de la Santísima Trinidad ou María Giselda Vilela (1909-1988)[10].
- Margarita María del Corazón Eucarístico de Jesús ou Josefa María Reig Gozalbes (1908-1992).
- Marie de la Conception (1905-1999).
- Lucía del Niño Jesús y de la Santa Faz ou Mireya Asunta Escalante Innecco (1918-2003).
- María Josefa del Corazón de Jesús ou María Isabel Trinidad Marco Garmendia (1915-2004).
- Cecilia Maria de la Santa Faz ou Cecilia María Sanchez Sorondo (1973-2016).

## Tiers-Ordre Carmélitain

### Saints
- Georges Preca (1880-1962, prêtre et fondateur), Fondateur de la Société de la Doctrine Chrétienne (MUSEUM). Il est populairement appelé le « Second Apôtre de Malte », après Saint Paul. Il rejoint le tiers ordre carmélitain en 1919.

### Bienheureux
- Jeanne de Toulouse (XVe siècle). Religieuse cloîtrée avant la fondation des carmélites et du Tiers-ordre. Considérée comme la première Tertiaire de l'ordre.
- Josefa Naval Girbés (1820-1893). Laïque consacrée à Dieu, elle fonde une école de broderie servant de cadre à la formation et l'enseignement des jeunes femmes. Ses colloques du jardin sont un laboratoire d'évangélisation en avance sur de près d'un siècle les textes de Vatican II. Elle mène également une intense activité caritative.
- Georg Häfner (1900-1942). Prêtre, mort martyr à Dachau.

### Vénérables
- Maria Petyt (1623-1677) ou Marie de Sainte Thérèse. Mystique flamande, a rédigé une autobiographie empreinte de spiritualité mariale.
- Mariangela Virgili (1662-1734). Mystique italienne, œuvre pour les pauvres et l'éducation des jeunes filles. En cours de béatification.
- Thérèse de l'Enfant-Jésus ou Anita Cantieri (1910-1942). Laïque.
- Marie Angeline Teresa McCrory (1893-1984) ou Brigid Teresa McCrory. Religieuse fondatrice des sœurs carmélites pour personnes âgées et infirmes, congrégation de carmélites apostoliques affiliée au Tiers-Ordre carmélite de la branche des Grands carmes.

### Serviteurs de Dieu et personnalités remarquables
- Louis Gastón de Sonis (1825-1887, laïc).
- Élie du Saint-Sacrement ou Isidore Guérin (1841-1909, laïc)[11].
- Francisco Granell Felis (1889-1936, laïc).
- Lelia Cossidente (1893-1951, laïque).
- Teresa del Niño Jesús (1876-1955, laïc) ou Cunegunda Siwiec[12].
- María Zanelli ou Antonieta Zanelli (1887,1957, laïque). Cofondatrice des Petites sœurs de Sainte Thérèse de l'Enfant-Jésus.
- Ulises Amendolagine (1893-1969, laïc).
- María del Santísimo Sacramento ou Isabel Morfini (1889-1969, laïc).

## Autres personnalités liées au Carmel

### Saints
- Albert de Jérusalem (1150-1214, Évêque et Patriarche de Jérusalem). Il donna une première règle de vie aux ermites du mont Carmel en 1209.
- Louis et Zélie Martin (+1894 et + 1877). Parents de Thérèse de l'Enfant-Jésus, 4 de leurs 5 filles entrent au Carmel, la plus célèbre étant Thérèse de Lisieux. Leur fille Léonie entre dans l'ordre de la Visitation (procès en béatification ouvert). Premier couple laïc canonisé de l’Église Catholique, le 18 octobre 2015, en marge du Synode des Évêques pour la Famille[13].
- Henri de Osso y Cervello (1840-1896, prêtre). Bien que n'étant pas membre de l'ordre, il fonde la Compagnie de Sainte Thérèse de Jésus, congrégation de religieuses faisant partie de l'ordre.
- Pedro Poveda Castroverde (1874-1936, prêtre). Bien que n'étant pas membre de l'ordre, il fonde l'Institution Thérésienne pour la formation des professeurs laïcs et chrétiens.
- Jean-Paul II (1920-2005, pape). Dans sa jeunesse, il envisage plusieurs fois d'entrer au Carmel Saint-Joseph de Wadowice, puis à Cracovie. La guerre interrompt ces projets, mais ne l'empêche pas de rester fidèle à la spiritualité carmélitaine : il consacre sa thèse de doctorat à Saint Jean de la Croix, et se révèle un fidèle porteur du scapulaire de Notre-Dame du Mont-Carmel[14].

### Bienheureux
- Louis Morbioli (1439-1495). Souvent considéré à tort comme un membre du Tiers-Ordre carmélite[15],[16],[17].
- Isidore Bakanja (1885-1909). Catéchiste congolais, mort en martyr de la foi, porteur du scapulaire de Notre-Dame du Mont-Carmel.

### Vénérables et serviteurs de Dieu
- Léonie Martin (1863-1941). Religieuse visitandine, sœur de Thérèse de Lisieux, procès en béatification en 2015.
- Marcel Van (1928-1959). Religieux rédemptoriste vietnamien, mort martyr dans un camp de travaux forcés Việt Minh.
- Jesús María Echavarría y Aguirre[18], (1858-1954, évêque). Fondateur des Sœurs catéchistes de Guadalupanas.
- Juan María Haw (1871,1949, prêtre). Fondateur des Sœurs de Saint Jean et Marie Reine.
- Adolphe Pierre Szelazek (1865-1950, évêque). Fondateur des Sœurs de Saint Thérèse de l'Enfant-Jésus.
- José Mazzanti (1879,1954, prêtre). Fondateur des Petites sœurs de Sainte Thérèse de l'Enfant-Jésus.